# 陈潭秋故居

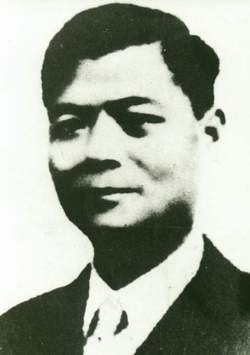
陈谭秋肖像

陈潭秋故居，坐落在湖北省黄冈市黄州区陈策楼镇陈策楼村的一处名人故居，为中国共产党创始人及早期领导人之一陈潭秋的出生地及早年居所。陈潭秋旧居早年已毁，1980年后在其原址陆续兴建有陈潭秋故居主体馆舍、陈策楼楼址和陈潭秋铜像广场等。陈潭秋故居管理处（陈潭秋纪念馆）为隶属于黄州区文化和旅游局的直属一类公益性事业单位。

## 历史
陈潭秋家的宅院始建于清代，清朝光绪二十二年（1896年）1月4日，陈潭秋在其间出生。1928年春，陈家房屋被中国国民党全部烧毁，仅余石雕门柱和天井。1980年6月，黄冈县人民政府仿原貌对陈潭秋故居进行了部分修复。1980年7月7日，时任中共中央副主席李先念为其题写“陈潭秋故居纪念馆”馆名。1981年，中共黄冈县委经中共中央宣传部批准在陈潭秋故居按原貌修建陈潭秋故居纪念馆。故居纪念馆第一任馆长是陈潭秋的堂侄陈国安。陈云、李先念、魏文伯、郭述申、王观澜、伍修权等中共领导人均曾为陈潭秋题词。
1985月，黄冈县博物馆成立，并在黄州镇七一水库旁动工兴建馆舍。1989年，黄冈县博物馆落成开馆。该博物馆与李四光纪念馆、陈潭秋纪念馆为同一个机构。博物馆三层为陈潭秋纪念展览馆，举办有《陈潭秋生平事迹展览》固定型展览。1993年，时任中共中央总书记江泽民为其题写“陈潭秋纪念馆”馆名。至少到2019年，陈潭秋纪念馆已不再与李四光纪念馆，而是与陈潭秋故居管理处成为同一机构。
1992年12月16日，“陈潭秋故居”被湖北省人民政府公布为该省第三批文物保护单位，属于革命遗址及革命纪念建筑物。1996年1月4日，在陈潭秋诞辰100周年之际，陈潭秋铜像在故居纪念馆落成并正式揭幕。1999年2月3日，“陈潭秋故居纪念馆”被湖北省人民政府命名为湖北省爱国主义教育基地。2009年，黄州区投入资金340万元，对陈潭秋故居再次进行恢复重建。2010年，陈潭秋故居被划拨给黄州区文体新局管理，再次进行修复、重建。2011年，“黄冈市黄州区陈潭秋故居”被公布为第二批全国红色旅游经典景区，被纳入全国红色旅游经典景区基础设施建设项目二期建设名录，投入建设资金1081万元。2014年，黄州区投资600万元，修建占地900平方米的廉政教育馆。2016年，陈潭秋故居景区500亩规划编制完成。2017年，陈潭秋故居景区纳入三期全国红色旅游经典景区基础设施建设项目，投入建设资金1158万元。2019年11月29日，陈策楼镇东倘纺织厂正式拆迁，陈潭秋故居游客服务中心工程启动。

## 故居公园
陈潭秋故居公园占地近百亩，建筑面积5550平方米。陈潭秋铜像立于公园内，铜像为全身站像，基座高2米，铜像高3米，为中共一大代表照中，身着西服，右手持一本进步刊物，眺望远方的形象。

## 文物保护情况
1992年12月16日，被湖北省人民政府列为第三批湖北省文物保护单位。
其保护范围为：陈潭秋故居及周围一定范围。以故居四周围墙为界，北面抵故居北围墙，东面向外延伸约12米至故居西侧宣誓广场西界，南面向外延伸约10米至故居门前堰塘北侧，西面向外延伸约25米至廉政教育馆。
其建设控制地带为：以保护范围为界，北面向外延伸约20米至竹林湾自然村南，东面向外延伸约35米至宣誓广场东侧，南面向外延伸约70米至故居门前堰塘南端，西面向外延伸约70米至廉政教育馆北侧。

## 备注
1. ↑  一说1979年[4][5]